# Дејвид Хафман
Дејвид Алберт Хафман (енгл. David Albert Huffman; Охајо, 9. август 1925 — Санта Круз, Калифорнија, 7. октобар 1999) је био пионир у рачунарству, познат по Хафмановим кодовима. Дејвид Хафман је умро у 74. години, после десетомесечне борбе са раком.

## Образовање
Хафман је дипломирао електротехнику 1944. године на Државном универзитету у Охају, а онда је служио две године у Америчкој морнарици. Потом се вратио на универзитет у Охају, где је 1949. године постао мастер електротехнике. Године 1953, постао је доктор електротехнике на Масачусетском технолошком институту, са тезом Синтеза секвенцијалних прекидачких кола, уз менторство Самјуела Х. Калдвела.

## Награде и признања
- 1999: IEEE Медаља Ричарда В. Хаминга.[4]
- 1998: Златни јубилеј за технолошке иновације од Друштва за теорију информација IEEE, за "проналазак Хафмановог кода најмање дужине за компресију података без губитака".[5]
- 1981: Прималац Награде рачунарског пионира од Рачунарског друштва IEEE.[6]
- 1973: Награда В. Валаса Макдауела од Рачунарског друштва IEEE.[7]
- 1955: Медаља Луиса Е. Левија од Института Франклин за своју докторску тезу о секвенцијалним прекидачким колима.[3][8]